# 얀 치홀트

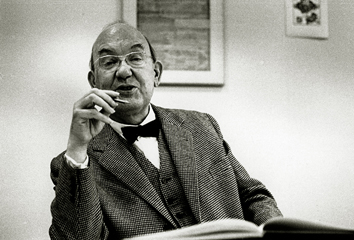
Jan Tschichold (1963) by Erling Mandelmann

얀 치홀트(Jan Tschichold, 1902~1974)는 독일 출신의 타이포그래피 디자이너이다.:327 ‘신타이포그래피’라는 용어는, 얀 치홀트 이전까지 당대 혁신적인 여러 디자인들 사이에 공유된 새로운 예술의 비전을 담은 일반적인 서술어에 불과했다. 이 말을 심화시켜 이론적 체계를 세우고, 실천적으로 전개해 특별한 용어로 만든 인물이 바로 선구적 디자이너 얀 치홀트이다.:103 그는 순수함, 명료성, 단순함을 가치로 하는 신 타이포그래피의 원형을 제시하여 신 타이포그래피를 정립하였다. 하지만 스위스 이민 후 정작 자신은 고전 타이포그래피로 회귀하게 된다.:330~331 치홀트는 디자인의 역사상 모더니즘을 발아시키고 곧바로 해체하기 위해 후기 모더니즘으로 가버린 최초의 인물이었다. 그는 신 타이포그래피의 금욕적 단순성은 더 이상 발전할 가능성이 없는 지경에까지 도달했다고 생각하여, 고전주의 타이포그래피로 다시 노선을 바꿨다. 자신이 구축한 모던 타이포그래피의 위기 징후를 미리 직감하고 폐기해버린 것이다.:115 치홀트는 전향 이후 고전적 타이포그래피의 부활을 통해 책 디자인의 인본주의적 전통을 회복시켰다. 치홀트는 타이포그래피에 대한 그의 실질적인 이해와 그 전통을 새로운 실험을 통해 종합해 보임으로써 모던 아트 운동이 그래픽 디자인과 어떤 관련을 가질 수 있는가를 보여주었다. 치홀트의 방대한 디자인 작품들은 서적, 일회성 인쇄물들, 광고 그리고 포스터 등에 있어서 새로운 접근법의 기준을 설정하였다.:329~331

## 생애
얀 치홀트는 1902년 4월 2일 독일 라이프치히에서 태어났다. 그가 태어난 곳은 타이포그래피의 대가를 길러내기에 더없이 좋은 환경이었다.:103 라이프치히는 당시 출판업, 인쇄업이 매우 발달한 도시였고, 아버지는 사인 제작자 sign painter, 지금의 레터링 아티스트(Leterring artist)였다. 이러한 배경을 통해 치홀트는 자연스럽게 레터링을 배워나갈 수 있었다.:10
1914년 라이프치히에서 열린 <국제 그래픽 아트 전(International Exhibition of the Graphic Arts)>은 12세 치홀트의 마음에 서적 출판과 활자에 대한 열정의 불을 지피는 계기가 되었다.:105 14살 때 그는 부모님에 뜻에 따라 라이프치히 근교의 교사 연수 학교로 가게 되었지만, 그곳에서도 틈틈이 레터링을 공부하였다. 그는 오래된 활자 견본집(type specimens)에 실린 고전적 서체들의 아름다움에 매료되었고 활자 디자이너가 되기로 결심하였다.:10 그 후 1919년, 치홀트는 라이프치히 미술·북 디자인 아카데미에 입학하였고, 이탤릭체와 고딕체의 전통을 혼합한 전통 손글씨(캘리그래피)를 주로 배웠다. 여기서 두각을 나타내어 당대의 유명한 타이포그래피 디자이너 발터 티만(1876~1951)의 눈에 띄었다. 티만은 자신이 학장으로 있던 라이프치히 아카데미의 야간 강좌를 치홀트에게 맡겨 학생들을 가르치게 하기도 했다. 대략 1919년부터 1923년까지 그의 교육 배경과 실무는 주로 전통 캘리그래피에 기반을 두었다.:105
치홀트는 21살이 되던 해, 인쇄회사 ‘피셔 운트 비티히(Fisher&Wittig)'에서 일하면서 타이포그래피에 대한 관심을 키워나고 있었다. 그러던 중 같은 해 열린 바이마르 바우하우스(Weimar Bauhaus)의 첫 번째 전시회는 그에게 매우 큰 충격으로 다가왔다. 그는 나중에 이를 두고 “21세 때의 경험이 인생의 큰 전환점이 되었다”고 말하기도 했다. 전시회에서 치홀트의 눈앞에 펼쳐진 현대 미술과 디자인, 그리고 그것들이 활자와 북디자인에 실제로 적용된 모습은 완전히 새로운 세상으로 그를 이끌었다. 이 전시회를 통해 그는 당시 유럽을 시끄럽게 하던 모던 예술 운동의 선구자들에 대해 알게 되었고, 타이포그래피에 있어서 새로운 형태의 추구라는 절대적인 명제에 정열적으로 뛰어들게 되었다.:14 그후 25년, 치홀트는 타이포그래피를 정리한 『타이포그래피 원리(Elementare Typographie)』라는 소책자를 출판하였고, 3년 후 그의 독자적인 타이포그래픽 디자인의 새로운 이론을 정리한 『신 타이포그래피(Die neue Typographie)』를 출간하였다. 전자가 인쇄인들을 위한 타이포그래피 매뉴얼이라면, 후자는 디자이너를 위해 만들어진 최초의 타이포그래피 기술 교본이었다. 이 책의 출판과 함께 치홀트는 이전의 고전 타이포그래피에 대한 공격을 개시하였고, 고전을 거부하는 모더니스트들의 지지를 받아 신 타이포그래피 캠페인을 표면화하였다.:171
그러던 중 1933년 3월, 무장한 나치 당원들이 뮌헨에 있는 치홀트의 아파트에 침입하여 그와 그의 아내를 체포하였다. ‘문화적 볼셰비키’로서 ‘비독일적’인 타이포그래피를 만들었다는 혐의로 고발되어 치홀트는 뮌헨에서의 교직을 박탈당하게 되었다. 그는 6주간 보호 구금 상태에 있다가 석방된 후 재빨리 그의 아내와 4살짜리 아들을 데리고 스위스의 바젤로 이주하였다. 그곳에서 그는 책 디자이너로 일하였는데, 뉴 타이포그래피에서 방향을 바꿔 로만체, 이집션체 그리고 필기체들을 사용하기 시작했다. 뉴 타이포그래피는 1923년 무렵의 독일(그리고 스위스) 타이포그래피의 혼돈과 무질서에의 대응이었고 그는 그것이 더 이상 발전해나갈 수 없는 지점에 도달했다고 느꼈다.:329 그는 1960년대 중반 사본(Sabon)체와 같이 인쇄 공정에 적합한 고전적 활자체 개발에 힘쓰면서 여러 출판사의 자문역과 함께 북 디자인과 편집 디자인에 헌신했다.:113 이러한 그의 두 번째 전향은, 뉴 타이포그래피를 아무런 의문 없이 받아들였던 그의 제자들로부터 그가 가혹한 공격을 받게 하기도 하였다.:171~173
현대 타이포그래피 발전에 대한 공헌으로 치홀트는 유럽과 미국 등 여러 나라에서 많은 상을 수상했다.:113 미국인쇄산업협회가 수여하는 최고상인 ‘컨티넨탈 유로피언(Continental European) 상’을 최초로 수상하였고, ‘미국그래픽아트협회(AIGA)'로부터 금메달을 받기도 했다. 또한 그는 ’런던더블 크라운 클럽‘의 명예회원이자 프랑스 타이포그래피 협회 명예회원이었고, 독일예술아카데미의 회원이기도 하였다.:173 그리고 마침내, 치홀트는 1965년에 라이프치히 시로부터 타이포그래피 디자이너에게 수여되는 최고의 영예인 ‘구텐베르크 상’을 수상하게 되었다. 그는 모던 타이포그래피에 지대한 영향력을 남기고 1974년 8월 11일 스위스에서 세상을 떠났다.:113

## 디자인

### 신 타이포그래피 (Modern Typography)

#### 전향 계기
치홀트 생애 첫 번째 디자인 전향은 1923~1925년 사이 전통으로부터의 탈피, 숙련된 고전주의로부터의 전향이었다. 1923년 8월, 21세의 치홀트는 바이마르에서 열린 바우하우스의 첫 번째 전시회를 관람하고 난 후 깊은 감동을 받았다.:327 특히 바우하우스의 인쇄 출판물들은 그에게 깊은 인상을 주었는데, 요하네스 이텐(1888~1967)의 자유분방한 표현주의, 러시아 절대주의와 구성주의, 네덜란드의 데스틸 운동 등의 새로운 실험들을 볼 수 있었다. 특히 헝가리 출신의 교수 모호이-너지의 바우하우스 홍보물은 기하학적인 레이아웃과 산세리프체(SANS-SERIF, 고딕체처럼 획에 돌기가 없는 서체)의 혁신적인 타이포그래피로 기계 시대의 새로운 비전을 제시하고 있었다.:107 전람회 이후 치홀트는 바우하우스와 러시아 구성주의의 새로운 디자인 개념들을 재빨리 그의 작품에 동화시켰고, 새로운 타이포그래피의 창시자가 되었다.:327 그의 열정은 곧 원칙 없는 전통 타이포그래피에 저항해 전통의 단절을 주장한 최초의 글「타이포그래피 기초」로 이어졌으며, 바로 이 기고문이 모태가 되어 1928년에 현대 타이포그래피의 복음서 『신 타이포그래피』가 세상에 나오게 된다.:107

#### 디자인의 원리
뉴 타이포그래피의 본질은 단순히 아름다움이 아니라 '명료성'이었다.:329 이는 미적 아름다움을 무시하지도, 그렇다고 해서 특별히 중시하지도 않으면서 문서에서 기능 위주로 추출된 형식을 기반으로 한 새로운 타이포그래피 정신이었다.:43 그것의 목표는 본문의 텍스트 기능에서 형태를 개발하는 것이었다. 치홀트는 뉴 타이포그래피의 가치란 순수함, 명료성 그리고 방법의 단순함을 시도하는 것에 있다고 보았다.:329
치홀트는 이러한 자기의 주장을 뒷받침하기 위해 10가지 전제를 내세웠는데 그중 가장 중요한 의미가 있는 내용은 다음 네 가지이다.
1. 뉴 타이포그래피의 목적은 ‘기능성’이다.
2. 모든 타이포그래피의 목적은 시각적 소통에 있다. 이 소통은 가장 짧고, 간단하고, 눈에 띄는 형식이어야 한다.
3. 타이포그래피가 사회적 목적에 기여하려면, 재료의 외부가 서로 다른 조판 방식들의 관계를 정립해야 하지만 내부는 내용을 정돈해주어야 한다.
4. 내부의 정돈이란 가능한 한 기본적인 구성 요소들(서체, 숫자, 기호, 선)을 최소한으로 사용하는 것을 의미한다. 시각적인 것이 중요시되는 현대 사회에서 사진과 같은 구체적인 그림이 뉴 타이포그래피의 기본 요소가 되어야 한다.

그는 이러한 수칙들이 기계 시대의 정신, 성향, 본질, 시각적 인지도를 정확하게 반영한다고 믿었다. 그는 기능적이고 단순한 접근을 강조하면서 뉴 타이포그래피는 기능적인 필요에서 도출된, 명료한 커뮤니케이션과 가장 직접적이고 효율적으로 정보를 전달하는 것을 목적으로 한다는 입장을 고수했다.:39~43
신타이포그래피 원리는 고전적 장식과 중심 축을 가진 과거 타이포그래피에서 벗어나, 기계 시대의 삶과 정신을 표현할 수 있는 서체와 레이아웃의 문제에 관한 것이었다. 신 타이포그래피에서는, 서체에 있어서 산세리프가 모든 인쇄물에 적합한 유일한 서체이며:113, 대비되는 요소들로 이루어진 동적인 비대칭적 디자인이 새로운 기계 시대를 표현한다고 말한다.:327

#### 활자체: 산세리프체
치홀트는 옛 활자들은 산세리프와 달리 아름답기는 해도 명료하지 못하다고 생각했다. 즉, 신 타이포그래피의 본질인 명료성에 어긋난다고 주장하였다. 이전 시대의 서체들은 구식이며 퇴폐적이고, 활자라는 것은 굵기의 변화를 잘 조절하여 가장 기본적인 형태들로 압축되어야 한다고 주장했다. 신 타이포그래피에서는, 독일에서 ‘그로테스크'(Grotesk), 영국에서 ’산세리프‘(Sans-Serif), 미국에서 ’고딕‘(Gothic)이라 불리는 ’산세리프‘가 오늘날의 활자라고 말한다.:113 앞선 고전 타이포그래피의 서체들과 달리, 산세리프체는 신 타이포그래피의 조건을 잘 갖춘 서체이다. 산세리프체는 비본질적인 요소들을 제거하고 알파벳을 기본적인 형태들로 간략화한 활자체였던 것이다.:327 따라서 치홀트는 산세리프체가 단순히 유행에 따른 서체가 아니라, 모든 인쇄물에 적합한 유일한 서체라고 주장했다.:114 그에 따르면 산세리프체는 디자인에서 장식적으로 부족함이 없을 뿐만 아니라, 네 가지의 굵기 변화와 그에 상응하는 이탤릭체를 갖춘 서체이며, 전통적인 서체들에 비해 더 완성된 것이었다.:43 활자들은 꾸밈이 없이 기본형이어야 하며, 따라서 무게감(가늘은, 중간 굵기, 굵은, 아주 굵은, 이탤릭)과 비례(장체, 정체, 평체)를 모두 포함한 산세리프체가 바로 현대적인 활자이다.:327 신 타이포그래피의 기본 글꼴은 산세리프 서체와, 이를 변형한 서체들-라이트, 미디움, 볼드, 컨덴스드, 엑스펜디드-가 포함된다.:86~87

#### 레이아웃: 비대칭 배열
치홀트는 고전 타이포그래피가 가진 레이아웃의 문제에 주목했다.:113 내용과 전혀 관련 없는 딱딱한 구성의 대칭형 조판을 거부하면서, 기계 구성과 그것이 인쇄와 디자인 과정에 미치는 영향을 강조했다.:43 기존의 가운데 정렬(증축) 타이포그래피는 조판 기술의 제약으로 형성된 결과이지 순수한 형태가 아니다. 따라서 단어의 의미 이전에 존재하는 텍스트의 순수한 형태를 찾아 레이아웃을 해야 한다는 것이다.:114 그는 뉴타이포그래피가 역동적인 활기를 내뿜어야 하고 균형과 움직임을 암시해야 한다고 주장했다.:43 즉, 역동적인 힘이 각각의 디자인에 제시되어야 하고 활자는 정지 상태가 아니라 움직임 속에 놓여야 한다. 순수한 형태는 단어의 의미 이전에 존재하는 것이므로 대칭적인 구성은 인위적인 것이다.327:103 그러므로 과거의 대칭적인 레이아웃 법칙은 적합성의 원리에 모순되며, ‘비대칭 배열’이 오늘날의 실질적이고 심미적인 요구에 훨씬 더 적합하고 유연한 것이다.:114
치홀트는 대비되는 요소들로 이루어진 동적인 비대칭적 디자인이 새로운 기계 시대를 표현한다는 믿음을 가지고 있었다.:327 그는 불규칙한 길이들로 이루어진, 수평으로 상반된 요소들을 비대칭적으로 배치하는 것을 강조하였다.:43 제목들을 행의 길이에 관계없이 주로 왼쪽 여백에 맞추는 것을 선호했으며:327, 그 외에도 수직 수평의 기저를 이루는 격자무늬에 따른 배치와 공간적인 간격, 여백 등의 디자인 요소를 제안하였다. 구조, 균형, 강조를 향상시키기 위해 자와 막대기와 직사각형의 사용을 추천했다.:43 그는 신 타이포그래피를 통해 과거 중심축에 대한 디자이너들이 갖고 있던 고정관념에서 벗어나 최초로 텍스트의 기능에 따라 형태를 전개하려 시도했다. 즉, 이로써 신 타이포그래피는 향후 20세기 모던 타이포그래피의 절대적 원형이 되어 버렸다.:114

#### 관련 작품
1925년 10월호의 《타이포그래피 미타일릉엔(typographische mitteilungen》에서 치홀트는 <타이포그래피의 원리(elementare typographie)>라는 제목으로 24페이지의 특집을 디자인하였고, 여기에서 그는 인쇄가, 식자공 그리고 디자이너에게 비대칭적인 타이포그래피를 설명하고 실증해 보였다. 그것은 빨강과 검은색으로 인쇄되었고, 치홀트의 명석한 해설과 함께 전위적인 작품들로 특색 있게 꾸며졌다. 당시의 대부분의 독일 인쇄물들은 중세의 텍스투라체와 대칭적인 레이아웃을 쓰고 있었다. 치홀트의 특집 기사는 완전히 새로운 사실이었고, 새로운 접근법에 대한 강한 의욕을 불러일으켰다.:327
1928년 그의 저서 《신 타이포그래피(Die Neue Typographie)》에서 그는 새로운 아이디어들을 적극적으로 옹호하였다. 그는 ‘퇴보적인 활자체의 배열’을 혐오하면서 이를 깨끗이 청산하고 시대의 정신과 삶 그리고 시각적 감각을 표현하는 새로운 비대칭적인 타이포그래피를 시도하고자 하였다. 이 책에서 그의 목표는 가장 솔직한 방법에 의한 기능적 디자인이었다. 치홀트는 모든 타이포그래피 작업의 목적은 가장 짧고 효과적인 방식으로 메시지를 전달하는 것이라고 선언하였다. 기계 조판의 본성과 디자인 과정 및 결과물에 대한 기계 조판의 영향력이 강조되었다.:327
1935년 《타이포그래피 구성(Typographische Gestaltung)》에서 치홀트는 이전 저서와는 달리 뉴 타이포그래피를 홍보하면서도, 도입부에서 대칭적인 타이포그래피도 어느 정도의 가치는 있다고 인정한다. ≪타이포그래피 구성≫의 본문은 보도니(Bodoni)체로 꾸몄고 제목은 이집션(Egyptian)체를 사용했다.:60 이는 다른 서체들의 우수함을 수용하는 그의 관점의 변화를 보여준다. 책의 내용은 《신 타이포그래피》 내용의 기본 골격을 거의 그대로 유지하고 있었지만, 정치적이었던 어조는 훨씬 완화되었으며 대칭적, 비대칭적 디자인을 동시에 수용하였다. 이 책은 오늘날 보다 합리적이고 간결한 저서라고 평가받고 있다.:102~104

### 고전적 타이포그래피로의 회귀

#### 전향 계기
치홀트는 ‘신타이포그래피’의 원형을 만들어 놓고, 정작 자신은 더 이상 고수하지 않게 된다. 1933년 3월, 치홀트와 그의 아내는 ‘문화적 볼셰비키’로서 ‘비독일적’인 타이포그래피를 만들었다는 혐의로 체포되었다. 6주간의 보호 구금 상태 이후, 그는 재빨리 스위스의 바젤로 이주하였다. 이 때 스위스에서 한 작업들과 치홀트의 역사적 연구들은 맞물려 그의 생각과 스타일에 변화를 주기 시작하였다. 뉴 타이포그래피는 1923년 무렵의 독일(그리고 스위스) 타이포그래피의 혼돈과 무질서에의 대응이었으나 그는 그것이 더 이상 발전해나갈 수 없는 지점에 도달했다고 느꼈다.:329 또한 치홀트의 에세이 <믿음과 현실>에서 알 수 있듯이 나치에 체포되어 고초를 당하면서 신 타이포그래피와 나치가 파시즘의 주형틀로 찍은, 같은 동전의 양면이라는 생각을 하였다. 그 자신이 그동안 산세리프 고딕체만을 유일한 서체로 고수하고, 스스로 정찬 비대칭 배열을 원칙으로 삼아 온 것이 나치와 다를 바 없는 파시즘적 독선이라고 생각하게 된 것이다. 자신의 신타이포그래피 체계가 인위적으로 인간 삶을 독일군처럼 체계화하고 개조하려 하였고, 나치의 파시즘 이념을 효과적으로 시각화하는 수단을 구축하였다고 생각하며 자책감을 느꼈다. 그리하여 치홀트는 신타이포그래피의 원칙에서 벗어나 고전적 타이포그래피로 돌아서게 된다.:114~115

#### 디자인 원리
명료성을 중시한 신 타이포그래피와 달리, 기존의 고전 타이포그래피의 핵심은 '가독성'과 '대칭성'이었다. 신 타이포그래피 이전의 대부분의 고전 타이포그래피들은 대칭적이었으며, 중세의 텍스투라(Textura) 서체가 가장 많이 쓰이고 있었다.:39
하지만 치홀트의 고전 타이포그래피는, 기존의 고전 타이포그래피를 있는 그대로 사용한 것이 아니라, 고전과 현대의 타이포그래피를 적절히 조화시켜 발전시킨 것이다. 그는 고전 타이포그래피를 주로 추구하면서도, 여전히 신 타이포그래피의 유산으로 유효한 타이포그래피 법칙이 있다고 생각하였다. 그 법칙 중 일부는 다음과 같다.
1. 가능한 한 적은 종류의 서로 다른 서체를 사용해야 한다.
2. 적은 종류의 서로 다른 크기를 사용해야 한다.
3. 소문자의 자간 띄우기는 강조는 같은 서체의 이탤릭이나 볼드체로만 해야 한다.
4. 대문자는 특별한 경우만 사용하고 만약 사용한다 해도 자간 띄우기에 세심한 주의를 기울여야 한다.
5. 한 화면에 등장하는 형태 그룹은 세 개 이상이 되지 않도록 해야 한다.[3]:67

그의 전향은 완전히 과거로 회귀하는 낭만적 복고주의를 의미하지 않았다. 그는 편집 디자인의 전체 계획을 철저하게 설정해 놓고, 활자와 장식을 미묘하게 결합시켜 고도로 정제된 현대적 고전주의를 창조했다. 히틀러의 군대처럼 완벽하게 무장된 ‘신타이포그래피’와 달리 전쟁으로 삭막해진 세상에서 인간적 우아함을 어떻게 추구해야하는지 잘 보여주고자 했다.:111 레이아웃에 있어서는, 고전 타이포그래피와 달리 레이아웃에서 대칭과 비대칭 배열의 공존을 주장하였다. 두 배열 방식은 상반된 원리가 아니라 커뮤니케이션이라는 하나의 목표를 수행하기 위해서 공존해야 한다는 것이다.:55 서체에서는 로만체, 이집션체 그리고 필기체들을 사용하다가, 그 후 1967년 사본(Sabon) 서체의 패밀리 완성본을 발표하였다. 이는 치홀트의 대표적인 세리프체로 꼽힌다.:21

#### 활자체: 사봉(Sabon)

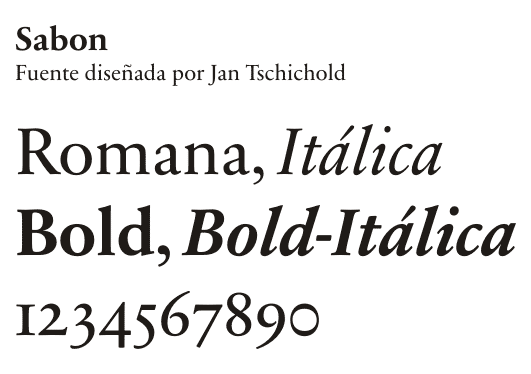
sabon

1959년 '타이포그래피 USA' 세미나에서 치홀트는 산세리프 서체가 가장 적절하거나 가장 현대적인 서체라는 견해는 유치한 생각이었다고 하였으며, 후에는 뉴 타이포그래피에서의 서체에 대한 그의 과도한 제한은 괴벨스가 강요한 정치적 복종이나 군대의 정렬과 다를 바가 없었다고 회고한다.:21 서체는 우선 가독성, 그리고 판독성이 가장 중요한데, 산세리프 서체는 양이 많은 상황에서는 가독성은커녕 판독성조차 높지 않은 서체이다. 좋은 타이포그래피는 판독성이 완벽해야 하며, 가라몽, 얀손, 바스커빌, 벨 등과 같은 고전적인 서체들은 판독성이 완벽하다며 언급한다.:63
그는 뉴 타이포그래피에서 방향을 바꿔 로만체, 이집션체 그리고 필기체들을 사용하기 시작하였다. 그 후 1967년 얀 치홀트는 2년여에 걸쳐 만든 사본(Sabon) 서체의 패밀리 완성본을 내놓았다. 로만체는 가라몽(Garamond)에, 이탤릭 서체는 그랑존(Granjon)에 기초한 것이었다.

##### 가라몽(Garamond)과 사봉(Sabon)
가라몽체는 1530~1545년 프랑스의 클로드 가라몽(Claude Garamond)이 디자인한 서체이다. 이후 한때 가라몽의 제자이면서 암스테르담에서 독일로 가라몽체를 들여온 야콥 사봉(Jacques Sabon)에 의해 가라몽체는 독일에 널리 퍼지게 되었다. 가라몽은 오랜기간 동안 꾸준히 사용되어 왔고, 축척된 정보를 통해 완성도 높은 서체로 자리잡으며 많은 재해석판과 파생작을 만들어냈다. 이러한 가라몽을 기초로 한 사봉체는 야콥 사봉의 이름을 따온 서체로, 다른 가라몽과 비교했을 때 기능성이 높은 서체라는 것을 알 수 있다. 가라몽의 우아함을 유지하면서도 활자폭을 고르게하여 가독성을 높였으며 대문자의 속공간에 변화를 주어 편안한 리듬으로 읽히도록 했다. 또한 뚜렷해진 획과 곡선미를 더해 아름다운 형태와 가독성을 높여주는 새로운 활자체였다. 또한 사봉체는 ‘라이노타이프’, ‘모노타이프’, 손조판 어느것에도 쓰일 수 있으며, 기능성뿐만 아니라 효율적이고 경제적인 활자체였다.
사봉과 함께 치홀트는 10여 년 동안 그토록 열정적으로 거부했던 전통적이고 대칭적인 타이포그래피로 돌아오게 된 것이다. 인본주의적 이상과 과거의 타이포그래피가 지닌 지혜와 성과들, 그래픽 디자인의 모든 유산이 그의 영감이 되었다.:21

#### 레이아웃: 대칭과 비대칭의 공존
치홀트의 두 번째 전향은 신 타이포그래피를 버리고 고전타이포그래피를 그대로 수용하는 것은 아니었다. 즉, 그는 비대칭 타이포그래피 이론을 철회하지는 않았다. 그는 단지 좌우대칭적 타이포그래피가 끝났다고 주장했던 것이 잘못되었음을 인정하였다. 치홀트는 타이포그래피 디자인에 있어서 대칭, 비대칭의 구성은 서로 상반된 원리가 아니라 커뮤니케이션 목적이라는 하나의 목표를 수행하기 위해서 공존해야 하는 서로 다른 방법이라고 주장하게 되었다.:55 무엇이 나은가의 논쟁은 무의미하며, 비대칭 타이포그래피가 새로운 시대를 표현하는 형태라면 대칭 타이포그래피는 자연스럽게 발달한 인류의 본능적 표현 방식이라고 하였다. 비슷한 맥락으로, 그는 펭귄 출판사에서 일하는 동안 서체나 표제 디자인 레이아웃에 관해서는 어떤 표준도 정하지 않았다. 각각의 책을 독립적으로 해결해야 하는 디자인 문제로 보고 특정 텍스트에 가장 적합한 디자인을 끌어내야 한다고 생각한 것이다.:71~74

#### 관련 작품
치홀트 생애 두 번째 전향은 전후에 그가 영국에 머물면서 작업한, 펭귄 출판사를 위한 디자인에서 잘 드러난다. 그는 1947년부터 1949년까지 아트 디렉터로서 당시 펭귄 북스에서 발간한 여러 출판물의 표지와 편집 및 인쇄 방식을 디자인했다.:111 1947년 치홀트는 <펭귄 사를 위한 식자 규정>을 만들었는데, 이 꼼꼼한 규정은 아직까지도 중요한 타이포그래피의 지침이 되고 있다. 다음으로 그는 모든 시리즈를 위한 책의 크기, 마진의 폭, 타이틀의 위치 등을 규정한 기본 그리드를 디자인하였다. 3년이 채 안 되는 시간 동안 얀 치홀트는 500여 권 이상의 책 표제 디자인과 부수적인 페이지 디자인-차례 페이지, 장열림 페이지 등-을 수행하였다.:69
1952년 치홀트는 『알파벳과 레터링 보감(Treasury of Alphabets and Lettering)』라는 타이포그래피 이론서를 출간했다. 이는 로만 알파벳의 역사에 걸쳐 우수한 명각, 서예, 활자체를 선정해서 모아 놓은 것으로, 디자이너들에게 좋은 활자체 모범을 제시하는 중요한 이론서이자 참고서였다.:114

## 관련 인물 및 단체

### 바우하우스(Bauhaus)
바우하우스는 1919년 건축가 발터 그로피우스(Walter Gropius, 1883~1969)가 미술학교와 공예학교를 병합하여 설립한 조형학교이다. 주된 이념은 건축을 주축으로 삼고 예술과 기술을 종합하려는 것이었다. 바이마르에서 출발한 바우하우스에서는 요하네스 이텐(Johannes Itten), 라이오넬 파이닝거(Lyonel Feininger), 폴 클레(Paul Klee), 오스카 슐레머(Oskar Schlemmer), 바실리 칸딘스키(Wassily Kandinsky) 등이 교육을 담당하였다. 바우하우스는 학생들이 창의적인 생각을 하고 새로운 기술에 접근하도록 하는 진보적 발상들의 중심이 되었으며,:31 건축을 우선으로 한 디자인의 모든 분야에서 모던 디자인 양식을 창조했다. 타이포그래피에 있어서도 분명히 신 타이포그래피를 천명하여 의미 있는 다양한 실험과 모범적인 예를 보여주었다. 하지만 아쉽게도 이러한 내부적인 시도들이 소수의 관심을 끌 뿐 당시의 인쇄계 전반에 걸쳐 큰 영향을 주지 못했다. 여기에는 타이포그래피 담당 교수들 중 실제로 인쇄의 기술과 프로세스에 전문적 지식과 경험을 가진 타이포그래퍼가 없었다는 것도 작용하였다.:19
1923년, 국립 바우하우스의 첫 번째 전람회가 열렸다. 치홀트는 당시 라이프치히의 큰 인쇄 회사에서 일을 하면서 본격적으로 타이포그래피 디자인의 실무를 접하고 있었는데, 전람회를 방문한 후 충격에 빠진다. 바우하우스 전람회는 건축을 중심으로 회화, 조각, 공예, 제품 디자인, 그래픽과 타이포그래피 등을 ‘총체 예술’차원에서 통합하려 했으며 과거의 전통에서 탈피해 새로움으로 가득 차 있었다. 그곳에서 그는 건축가 그로피우스, 오 루트비히 미스 반 데어로에, 화가 오스카 슐레머와 바실리 칸딘스키 등의 작품을 접했다. 바우하우스 전시는 치홀트의 인생에서 하나의 종교적 세례와도 같았다.:31 그에게 무엇보다 놀라웠던 것은 바우하우스의 인쇄 출판물들이었다. 당시 바우하우스의 기초 교육을 담당했던 교수 요하네스 이텐(1888~1967)의 자유분방한 표현주의를 비롯해, 러시아 절대주의와 구성주의, 네덜란드의 데스틸 운동 등의 새로운 실험들을 한눈에 볼 수 있었다. 특히 모호이-너지의 바우하우스 홍보물은 기하학적인 레이아웃과 산세리프체(SANS-SERIF, 고딕체처럼 획에 돌기가 없는 서체)의 혁신적인 타이포그래피로 기계 시대의 새로운 비전을 제시하고 있었다. 바우하우스 전람회의 충격으로 치홀트는 이전의 모든 것을 버리고 모더니스트로 전향하게 된다.:105~107 그는 곧 바우하우스와 러시아 출신 구상파 미술가들의 기능주의 디자인 개념과 덴마크의 데 스틸(De Stijl)운동의 시각적·이론적 개념들을 받아들이기 시작했다. 훗날, 얀 치홀트의 뉴 타이포그래피는 바우하우스의 모홀리-나기와 그로피우스 등에게도 호응을 얻게 되었다.:31~35

### 엘 리시츠키(El Lissitzky)
엘 리시츠키(1890~1941)는 러시아의 화가이자 디자이너이다. 공간구성의 실험을 통해 판화, 포토 몽타주, 건축 등에 새로운 기법을 발표하면서 서유럽에 영향을 끼친 인물이다. 그는 독일에서 받은 건축 교육을 바탕으로, 말레비치(Kashmir Malevich)의 절대주의 회화 양식의 형태 개념과 공간 개념을 사회를 위한 예술인 실용적 디자인에 적용하고자 했다. 그의 이성적, 절제적 작업의 배후에는 현대 과학의 무한한 가능성과 아름다움을 믿는 기계 미학이 있었다. 리시츠키와 그에 동의했던 구성주의자(Constructivists)들은 새로운 공산 사회를 구축하는 데 예술이 건설적 역할을 해야 한다고 주장했다. 그의 이러한 신념은 당시 유럽의 디자이너들에게 널리 영향을 미쳤고 얀 치홀트 또한 예외는 아니었다.:21
치홀트는 모호이-너지를 통해 엘 리시츠키를 소개받았다. 치홀트는 신 타이포그래피로 전환하면서 작품 스타일을 완전히 바꾸었으며, 1923년 초에는 러시아 혁명의 영향을 받아 문화 발달에 대한 자신의 낙천주의를 표현하기 위해 러시아식 이름인 이반(Iwan, 혹은 Ivan) 치홀트로 개명하였다.:32 여기엔 러시아 구성주의자 엘 리시츠키(1890~1941)에 대한 존경과 흠모가 그 배경에 있었다고 여겨진다. 또한 이는 치홀트가 이념적으로 신타이포그래피 노선을 얼마나 치열하게 준비했는지를 잘 보여준다.:107 리시츠키는 동료 예술가들의 작업에 항상 관심을 가져 주었는데, 얀 치홀트가 1925년 「타이포그래피의 원리(Elementare Typographie)」를 발표했을 때 ‘브라보’라는 단어로 시작하는 따뜻한 격려의 편지를 보내주기도 했다. 그의 작업은 신 타이포그래피 분야에서 탁월했으며, 얀 치홀트는 그 모범으로 잡지 《게겐슈탄트(Gegenstand, 영어로 object)》의 디자인과 시집 『크게 읽기 위해서』의 디자인을 꼽는다.:21

### 광고 디자이너들의 링 (Ring neuer Werbegestalter)
쿠르트 슈비터스(Kurt Schwitters, 1887~1948)가 1928년에 설립한 신 광고디자이너 그룹이다. 얀 치홀트를 비롯하여 빌리 바우마이스터, 막스 부르샤르츠, 발터 덱셀, 라이스티코브, 로버트 미셸, 게오르그 트룸프, 프리드리히-길데바르트, 케사르 도멜라, 피트 츠바르트, 파울 슈이테마 등 25명의 회원으로 구성되었다. 이 단체의 주요 목적은 회원들의 작업을 홍보하는 것이었다.:18 이들이 공유한 관점으로는 산세리프체의 사용, 굵은 선, 원색, 기계 이용을 바탕으로 한 생산 등이 있다. 치홀트와 같이 그들은 타이포그래피에서 과감한 대조와 강한 색의 사용, 소통에 명료성을 강조했다. 치홀트의 많은 개념을 받아들이면서도 그들은 자신들만의 방식을 유지했고, 뉴 타이포그래피의 원칙들을 선별적으로 흡수해나갔다. 이 그룹을 통한 국제적인 친분 덕에 치홀트는 타이포그래피, 디자인, 미술 분야에 대한 국제적인 동향을 잘 알 수 있었으며, 치홀트의 생각이 유럽에 널리 알려지는 데는 이 단체의 역할이 매우 컸다.:55

## 참고 문헌
- 김민수(2007), 《필로디자인》, 그린비, 101~118면.
- 김현미(2000), 《신 타이포그래피 혁명가 얀 치홀트》, 디자인하우스.
- Christopher Burke, 《능동적 도서: 얀 치홀트와 새로운 타이포그래피》, 박활성 옮김, Workroom, 2013.
- Jong, Cees de(2010), 《얀 치홀트: 타이포그래피의 거장 그의 삶과 작품 그리고 유산》, 송성재 옮김, 서울: 비즈앤비즈.
- Meggs, Philip B.(2002), 《그래픽디자인의 역사》, 황인화 옮김, 미진사, 327~331면.
- Tschichold, Jan(2006), 《얀 치홀트의 타이포그라픽 디자인》, 안상수 옮김, (주)안그라픽스.